# Deksrazoksan
Deksrazoksan (łac. dexrazoxanum) – organiczny związek chemiczny, S-(+)-enancjomer razoksanu (diimidu metylowej pochodnej kwasu wersenowego). Wykazuje działanie chroniące serce przed kardiotoksycznymi skutkami ubocznymi stosowania antracyklin takich jak doksorubicyna.

## Mechanizm działania
Deksrazoksan zapobiega chelatowaniu żelaza przez antracykliny, a szczególnie przez ich metabolity z otwartym pierścieniem. Uważa się, że właśnie te chelaty powodują wolnorodnikowy stres oksydacyjny, który odpowiada za uszkodzenie mięśnia sercowego. Dodatkowo, deksrazoksan wykazuje działanie przeciwnowotworowe polegające na hamowaniu aktywności topoizomerazy II.
Podczas dożylnego/dotętniczego podawania antracyklin może dojść do wynaczynienia, które prowadzi do wystąpienia martwicy tkanek. Deksrazoksan chroni tkanki przed wystąpieniem objawów wynaczynienia, choć mechanizm tego działania nie jest znany.

## Farmakokinetyka
Deksrazoksan, podany dożylnie, szybko przenika do tkanek, osiągając największe stężenie w wątrobie i nerkach. Około 2% deksrazoksanu wiąże się z białkami osocza. Lek ulega hydrolizie wewnątrz komórek, w wyniku której powstaje końcowy metabolit o strukturze podobnej do EDTA.
Deksrazoksan wykazuje dwufazowy okres półtrwania. I faza trwa 0,18-1 godz., II faza – 1,9-9,1 godz. Lek wydalany jest głównie z moczem, w 32–60% w postaci niezmienionej. Znacznie dłuższy okres półtrwania ma końcowy metabolit.

## Wskazania
Deksrazoksan stosowany jest w leczeniu wynaczynienia antracyklin.

## Przeciwwskazania
- nadwrażliwość na deksrazoksan lub jakikolwiek inny składnik preparatu,
- ciąża i karmienie piersią,
- kobiety w wieku rozrodczym, które nie mogą lub nie chcą stosować skutecznej antykoncepcji,
- jednoczesne szczepienie przeciwko żółtej febrze oraz inne szczepionki zawierające żywe drobnoustroje.

## Ostrzeżenia specjalne
1. Deksrazoksyna nie działa na wynaczynienie związków niebędących antracyklinami (np. winkrystyna, mitomycyna, winorelbina).
2. Preparat należy podać nie później niż po 6 godzinach od wynaczynienia.
3. Leczenie deksrazoksanem może powodować wystąpienie efektu addytywnego z antracyklinami. Z tego powodu należy regularnie kontrolować parametry hematologiczne u chorych leczonych deksrazoksanem.
4. Należy zachować szczególną ostrożność u pacjentów cierpiących na schorzenia wątroby i nerek.
5. Deksrazoksan wykazuje działanie mutagenne oraz teratogenne. Mężczyźni przyjmujący lek powinni stosować prezerwatywy w trakcie leczenia oraz do 3 miesięcy po jego zakończeniu.

## Interakcje
Podczas jednoczesnego stosowania deksrazoksanu i leków przeciwzakrzepowych należy kontrolować czas protrombinowy. Podanie choremu leczonemu deksrazoksanem szczepionki przeciwko żółtej febrze może doprowadzić do ostrego, uogólnionego odczynu poszczepiennego, który może zagrażać życiu. Deksrazoksan zmniejsza wchłanianie fenytoiny. Może to doprowadzić do wystąpienia napadów padaczki. Podczas jednoczesnego stosowania deksrazoksanu oraz cyklosporyny lub takrolimusu wzrasta ryzyko choroby rozrostowej układu chłonnego.

## Działania niepożądane
Występują bardzo często i mają różne nasilenie. Większość z nich mija jednak w trakcie leczenia. Najczęściej pojawiają się:
- zaburzenia przewodu pokarmowego (wymioty, nudności, biegunka, zapalenie śluzówki jamy ustnej),
- reakcje nadwrażliwości w miejscu podawania leku,
- gorączka,
- uczucie zmęczenia,
- zakażenia, trudno gojące się rany,
- zmniejszenie masy ciała,
- spadek łaknienia,
- bóle głowy,
- bóle mięśni,
- zaburzenia neurologiczne (utrata czucia, zawroty głowy, omdlenia, drżenie),
- krwawienia z dróg rodnych,
- duszności,
- łysienie, świąd,
- zakrzepowe zapalenie żył.

Wiele z tych objawów ubocznych wiąże się z jednoczesnym stosowaniem deksrazoksanu i antracyklin.

## Dawkowanie
Preparat podaje się przez 3 dni, raz na dobę, w ściśle określonych dawkach:
- pierwszego dnia – 1000 mg/m² powierzchni ciała,
- drugiego dnia – jw.,
- trzeciego dnia – 500 mg/m² powierzchni ciała.

W przypadku pacjentów z powierzchnią ciała większą niż 2 m² nie należy przekraczać pojedynczej dawki 2000 mg.

## Preparaty
- Savene – TopoTarget A/S – proszek 20 mg (w postaci chlorowodorku) do sporządzania koncentratu + rozcieńczalnik do sporządzania roztworu do infuzji.